# Krvavitev iz nosu
Krvavitev iz nosu, imenovana tudi epistaksa (latinsko epistaxis) oz. rinoragija (rhinorrhagia), je pogost pojav krvavitve iz nosne votline. Običajno se kaže kot iztekanje krvi skozi eno ali obe nosnici.
Krvavitve iz nosu so dveh vrst: anteriorne (sprednje; najpogostejše) in posteriorne (zadajšnje; redkejše; večkrat jih je treba medicinsko oskrbeti). V hujših primerih lahko kri izteka tudi skozi solzevod iz očesne votline. Sveža ali strjena kri lahko teče tudi v želodec in povzroči slabost in bruhanje.
Čeprav je lahko pogled na veliko količino iztečene krvi dramatičen in krvavitev zahteva medicinsko oskrbo, so krvavitve iz nosu le redko smrtne. Krvavitev iz nosu v svojem življenju doživi 60 % ljudi. Od tega je resnih ok. 10 % krvavitev.